# Dacryopinax maxidorii
Dacryopinax maxidorii är en svampart som beskrevs av Lowy 1981. Dacryopinax maxidorii ingår i släktet Dacryopinax och familjen Dacrymycetaceae.   Inga underarter finns listade i Catalogue of Life.